# GAAP
Общепринятые принципы бухгалтерского учёта (англ. Generally Accepted Accounting Principles, GAAP) — национальные стандарты бухгалтерского учёта, применяемые в каждой стране, в соответствии с национальным законодательством (например, существует термин Russian GAAP). Как правило, аббревиатуру GAAP используют, имея в виду US GAAP, отличительной чертой (в частности, от Международных стандартов финансовой отчётности, IFRS) которого служит детальное регулирование порядка учёта тех или иных практических ситуаций.
В августе 2008 года Комиссией по ценным бумагам и биржам США (SEC) был представлен предварительный план (англ. proposed roadmap) перехода на международные стандарты финансовой отчётности и отказа от US GAAP. Иностранным компаниям разрешена подача в SEC отчётности по стандартам IFRS. Однако в феврале 2011 года SEC выпустила очередной документ, содержащий решение пока не внедрять IFRS в американскую отчётность: по пожеланиям Boeing, Pepsico и других компаний сроки обязательного внедрения международных стандартов были передвинуты на 2015—2016 годы. Все американские компании обязаны публиковать отчётность по US GAAP, который в США считается золотым стандартом бух. учёта, потому что сводит к минимуму злоупотребления и максимально соответствует целям пользователей отчётности.
В число противников IFRS входят многие американские компании, например McDonalds, для которых переход на эту систему связан с большими расходами против несоразмерно малой выгоды. Пропонентами внедрения IFRS является Большая четвёрка, которая спонсирует и оказывает существенное влияние на разработку стандартов IFRS (KPMG вообще предложила целиком заменить FASB на IASB). Руководствуясь интересами пользователей отчётности, SEC пошёл по пути сходимости стандартов, выразил решительную поддержку FASB и продолжает исследование вопроса внедрения IFRS. Между американским Советом по стандартам финансового учёта (FASB) и Советом по Международным стандартам финансовой отчётности (IASB) происходит интенсивный диалог по вопросу сходимости стандартов.

## Комментарии
1. ↑  англ. Russian GAAP
2. ↑  IFRS and U.S. GAAP Convergence - Delays Upon Delays. Дата обращения: 1 июня 2015. Архивировано из оригинала 4 марта 2016 года.